# Ladislav Maier
Ladislav Maier (ur. 4 stycznia 1966 w Boskovicach) – czeski piłkarz który grał na pozycji bramkarza.

## Kariera klubowa
Maier pochodzi z Boskovic. Swoją zawodową karierę piłkarską rozpoczął w 1988 r. w FK Drnovice. Grał tam przez jeden sezon, po którym przeszedł do Zbrojovki Brno. Występował tam przez rok, po czym wrócił do swojego wcześniejszego klubu. Po dwóch sezonach tam spędzonych przeszedł do Slovana Liberec. Grał tam przez pięć sezonów i był podstawowym piłkarzem swojej drużyny. Łącznie w koszulkę Libe zakładał w 148 ligowych pojedynkach. W roku 1998 przeniósł się do ligi austriackiej do Rapidu Wiedeń. Już w pierwszym sezonie tam spędzonym jego drużyna została wicemistrzem Austrii. Dwa lata później Rapid powtórzył to osiągnięcie. Drużyna biało-zielonych Mistrzem została 4 lata później jednak był to ostatni sezon Ladislava w karierze i wówczas zagrał tylko w 6 spotkaniach.

## Kariera reprezentacyjna
Maier w reprezentacji swojego kraju zadebiutował 13 grudnia 1995 r. w wygranym 2-1 towarzyskim spotkaniu z Kuwejtem. Rok później został powołany przez selekcjonera Dušan Uhrina do kadry na Euro. Na tym turnieju Czesi dotarli do finału, w którym przegrali 2-1 po dogrywce z Niemcami. Sam Ladislav nie wystąpił w żadnym meczu swojej ekipy. 4 lata później Jozef Chovanec powołał go do na następne Euro. Tym razem Czechom poszło gorzej, ponieważ nie zdołali wyjść ze swojej grupy ostatecznie zajmując w niej 3. miejsce. Maier znów nie wystąpił w żadnym meczu. Łącznie w barwach narodowych wystąpił 7 razy.

## Sukcesy
- Mistrz Austrii (1):2005
- Wicemistrz Austrii (2):1999 i 2001